# Sciurus pucheranii
Sciurus pucheranii is een zoogdier uit de familie van de eekhoorns (Sciuridae). De wetenschappelijke naam van de soort werd voor het eerst geldig gepubliceerd door Fitzinger in 1867.

## Voorkomen
De soort komt voor in Colombia.